# Матыас, Михал
Ми́хал Франци́шек Мечи́слав Маты́ас (пол. Michał Franciszek Mieczysław Matyas; в СССР выступал под именем Михаил Матиас; 29 сентября 1910, Бжозув — 22 октября 1975, Краков) — польский футболист, нападающий. Участник ОИ-1936. Был главным тренером сборной Польши на ОИ-1952.

## Биография

### Клубная карьера
Воспитанник клуба «Лехия» (Львов). В период учёбы в гимназии играл в футбольных турнирах под разными псевдонимами, так как ученикам гимназии запрещалось играть в футбол. Тогда же за ним закрепилось прозвище «Мишка».
На взрослом уровне начал выступать за клуб «Погонь» (Львов), за который провёл всю карьеру в межвоенных чемпионатах Польши. В основном составе клуба дебютировал в 1929 году. В 1932, 1933 и 1935 годах становился серебряным призёром чемпионата Польши. В 1935 году стал лучшим бомбардиром чемпионата, забив 22 гола. Всего до начала Второй мировой войны сыграл 156 матчей и забил 100 голов в чемпионатах Польши.
После включения восточных районов Польши в состав СССР в 1939 году и роспуска старых клубов, футболист уехал в Борислав, где его тесть работал директором нефтепромысла, и выступал в региональных соревнованиях за местный «Нефтяник». Также сообщается о его выступлениях за «Динамо» (Львов).
В 1941 году (по другим данным, в 1940) Матыас вместе с ещё одним игроком из Львова Александром Скоценем перешёл в киевское «Динамо». Дебютный матч в чемпионате СССР сыграл 27 апреля 1941 года против сталинградского «Трактора», а первый гол забил в своей третьей игре — 29 мая в ворота клуба «Профсоюзы-I». Всего до начала Великой Отечественной войны успел сыграть 6 матчей и забил 2 гола.
После начала войны оставался в Киеве, а после немецкой оккупации Киева вернулся во Львов, где играл за местные польские клубы.
С 1945 года до конца карьеры выступал за клуб «Полония» (Бытом), в который, после территориальных изменений по итогам войны, перебрались многие польские футболисты из Львова.

### Карьера в сборной
В национальной сборной Польши дебютировал 10 июля 1932 года в матче против Швеции. Первый гол забил в своей второй игре, 2 октября 1932 года в ворота Румынии. В 1936 году принимал участие в футбольном турнире Олимпиады, где вышел на поле только в одной игре — матче за третье место, проигранном Норвегии (2:3). Последний матч за сборную сыграл 22 января 1939 года против Франции.
Всего за сборную Польши в 1932—1939 годах сыграл 18 матчей и забил 7 голов.

### Карьера тренера
Тренировал различные польские клубы, в том числе краковскую «Вислу», которую приводил к титулу чемпиона Польши (1950) и вывел в финал национального Кубка (1951). С клубом «Гурник» (Забже) стал обладателем Кубка Польши и финалистом Кубка Кубков (1970).
Несколько раз возглавлял сборную Польши (1952, 1954, 1966—1967). В 1952 году был главным тренером сборной на Олимпийских играх.

## Достижения

### Как игрок

#### Командные
- Серебряный призёр чемпионата Польши: 1935

#### Личные
- Лучший бомбардир чемпионата Польши: 1935 (22 гола)

### Как тренер
- Финалист Кубка Кубков: 1970
- Финалист Кубка Польши: 1964

## Личная жизнь
Отец, Кароль Марьян Матиас — чиновник и собиратель фольклора, в 1910-е годы служил старостой в Бжозуве и Кольбушове. Предполагают, что он имел венгерское происхождение. Мать, Ядвига Зофия Гелена, в девичестве Пшегонь, принадлежала к польскому шляхетскому роду. Сохранились документы о крещении Михала Матыаса от 15 октября 1912 года, поэтому есть предположения, что он родился не в 1910, а в 1912 году. По окончании первой мировой войны семья переехала во Львов. Старший брат Михала, Мечислав, тоже занимался футболом.
Супруга — дочь директора нефтепромысла в Бориславе. На этом нефтепромысле Матиас работал некоторое время в конце 1930-х годов.
Скончался в 1975 году и похоронен на Раковицком кладбище в Кракове.